# Blaues Band des Bodensees

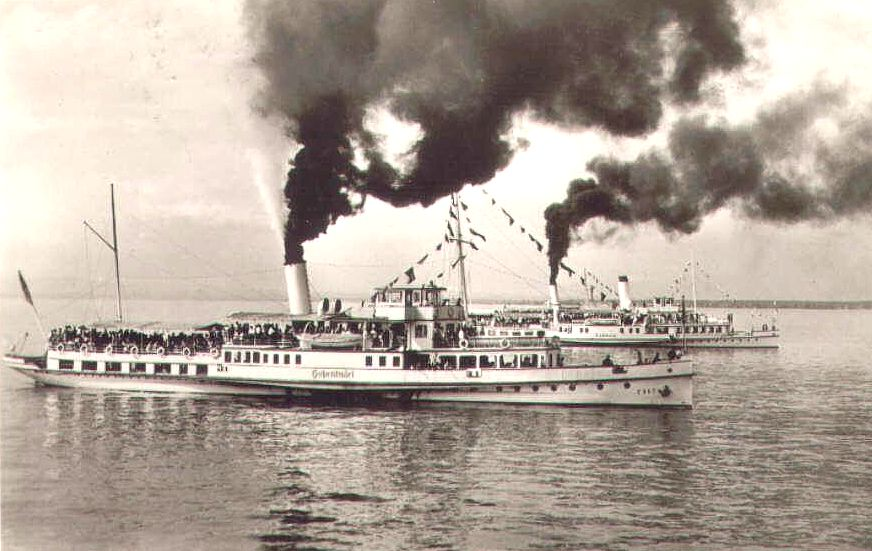
Die Hohentwiel am Start (1951)

Das Blaue Band des Bodensees war eine unter Passagierschiffen der Weißen Flotte ausgetragene Wettfahrt, die als touristische Attraktion von 1950 bis 1954 und 2003 veranstaltet wurde. In den Jahren 1950, 1951 und 1954 nahmen sowohl Motorschiffe als auch Dampfschiffe teil, das Rennen von 1952 wurde nur unter den Dampfschiffen ausgetragen, das Rennen von 1953 nur unter den Motorschiffen. Die Rennstrecke in den 1950er Jahren hatte eine Distanz von 10,4 Kilometern von der Startlinie vor der Rohrspitz bis zur Ziellinie vor der Lindauer Hafeneinfahrt.
Nach zwei kapitalen Maschinenschäden und weiteren Schäden an Antriebssträngen beim Rennen von 1954 wurden die Kosten zu hoch, gleichzeitig nahm das touristische Interesse ab, weswegen die Wettfahrt vorerst nicht mehr veranstaltet wurde.
Im Oktober 2001 wurde die Wiederaufnahme der Wettfahrt angesetzt, bei der neben der Schnelligkeit auch die Geschicklichkeit und Manövrierfähigkeit zählen sollten. Angetreten waren jeweils zwei Schiffe der vier großen Schifffahrtsunternehmen, begleitet von fünf Zuschauerschiffen. Aufgrund dichten Nebels musste die Wettfahrt abgesagt werden.
Im Rahmen der 32. Internationalen Flottensternfahrt im April 2003 wurde ein erneuter Versuch angesetzt. Die acht Wettkampfschiffe trugen, begleitet von fünf Zuschauerschiffen, zwischen Immenstaad und Meersburg den Wettkampf mit Schnellfahrt, Wendemanöver und Formationsfahrt aus. Gewinnerin war, wie 50 Jahre zuvor, die Austria, begleitet von der Vorarlberg.

## Ergebnisse

### 1950
1. Platz: Austria

2. Platz: Hohentwiel

### 1951
1. Platz: Austria

2. Platz: Stadt Überlingen

Besondere Vorkommnisse: Schornsteinbrand der München

### 1952
1. Platz: Stadt Überlingen

2. Platz: St. Gallen

3. Platz: Rhein

4. Platz: Hohentwiel

### 1953
1. Platz: Austria

### 1954
1. Platz: Stadt Überlingen

2. Platz: Hohentwiel

### 2003
1. Platz: Austria (mit Vorarlberg)

2. Platz: Schaffhausen (mit Thurgau)

3. Platz: Königin Katharina (mit Graf Zeppelin)

4. Platz: Säntis (mit St. Gallen)

## Segeln
Seit 1951 wird bei der Segelregatta Rund Um ebenfalls ein „Blaues Band“ vergeben. Dies erhält in der Ausführung „Blaues Band“ das Boot, das am schnellsten die „Große Bahn“ absolviert. Ferner gibt es seit 1969 ein „Kleines Blaues Band“, das dem schnellsten Schiff der „Kleinen Bahn“ verliehen wird. Zudem wurde 2007 ein „Blauer Pokal“ eingeführt, den das schnellste Schiff der gesamten Wettfahrt erhält.